# São Francisco de Sales

Ubicación de São Francisco de Sales en el estado de Minas Gerais

São Francisco de Sales es un municipio del oeste del estado brasileño de Minas Gerais. En 2020 la población era de 6.274 habitantes en un área total de 1.129 km². Se convirtió en municipio en 1962.

## Ubicación
São Francisco de Sales pertenece a la microrregión estadística de Frutal. Está situado a una altitud de 423 metros en la margen norte del Río Grande y es atravesado por el río Verde. Los municipios vecinos son:
- Norte: Campina Verde
- Oeste: Iturama
- Este: Itapagipe
- Sur: el Estado de São Paulo

## Distancias
- Campina Verde : 46 kilómetros
- Iturama : 50 kilómetros
- Itapagipe : 43 kilómetros
- Frutal : 92 kilómetros [2]
- Belo Horizonte : 692 kilómetros

Las carreteras de acceso son: BR-262, BR-050, MG-427, BR-364 y MG-255.

## Historia
El pueblo tuvo su origen en una aldea indígena, ubicada a orillas del Río Verde. Alrededor de 1835 llegó un padre, Jerónimo Gonçalves Macedo, y colocó una cruz. En 1850 se formó un distrito con el nombre de "Missões", posteriormente cambiado a São Francisco de Sales en homenaje al fundador de la orden salesiana. En 1962 el distrito fue desmembrado de Campina Verde para convertirse en municipio.

## Actividades económicas
Las actividades económicas más importantes son la ganadería, el comercio y la agricultura. El PIB en 2005 fue de R$ 54 millones, de los cuales la mitad provino de la agricultura. São Francisco de Sales se encuentra entre los municipios con mayor desarrollo económico y social del estado. En el año 2007 no existían agencias bancarias en la ciudad. Había una pequeña infraestructura comercial que abastecía el área circundante de ganado y tierras agrícolas. En todo el municipio había 628 automóviles, aproximadamente uno por cada 8 habitantes. 
En el área rural había 298 establecimientos que ocupaban 58.000 hectáreas. En la agricultura trabajaban unas 600 personas. 125 de las granjas tenían tractores, lo que supone una proporción de una de cada cuatro granjas. En 2006 había 101.000 cabezas de ganado, de las cuales 22.000 eran vacas lecheras. En cultivos permanentes había 1.500 ha. plantadas, mientras que en cultivos perennes 2.200 ha. fueron plantados (2006). Los cultivos con una superficie plantada de más de 1.000 hectáreas fueron la caña de azúcar, el maíz y la soja.

## Salud y educación
En el sector salud se contaba con 01 puesto de salud y 01 hospital con 11 camas. En el sector educativo existían 01 escuelas primarias y 01 escuelas secundarias. 
- Índice de Desarrollo Humano Municipal: 0,786 (2000)
- Clasificación estatal: 95 de 853 municipios en 2000
- Ranking nacional: 917 de 5.138 municipios en 2000
- Tasa de alfabetización: 88%
- Esperanza de vida: 73 (promedio de hombres y mujeres)

El municipio de Minas Gerais con mayor puntuación en el año 2000 fue Poços de Caldas, con 0,841, mientras que el de menor puntuación fue Setubinha, con 0,568. A nivel nacional, el más alto fue São Caetano do Sul en São Paulo con 0,919, mientras que el más bajo fue Setubinha. En estadísticas más recientes (considerando 5.507 municipios) Manari en el estado de Pernambuco tiene la calificación más baja del país (0,467), ubicándose en el último lugar. 

## Redes sociales
- Instagram